# Magasfrekvencia
A Magasfrekvencia (eredeti címén: Qualcuno in ascolto) 1988-ban készült olasz thriller, amelyet Faliero Rosati rendezett. Magyarországon a Duna TV vetítette 1996 februárjában magyar szinkronnal.

## Ismertető
Egy amerikai rádióamatőr fiú és egy európai műholdas átjátszóállomás dolgozója tanúi lesznek egy gyilkosságnak. Együtt próbálják kitalálni, hogy hogyan figyelmeztessék a következő áldozatot.

## Szereplők
- Peter – Vincent Spano
- Danny – Oliver Benny
- Sylvie – Anne Canovas
- Anna – Isabelle Pasco
- a kém – David Brandon